# Kemenszky Árpád
Kemenszky Árpád, Kemenczky (Miskolc, 1870. december 13. – Budapest, 1945. december 25.) festő.

## Életútja
Kemenszky Dániel és Elek Franciska fiaként született. A budapesti Mintarajziskolában végezte tanulmányait, ahol Székely Bertalan növendéke volt. Ezután Münchenben képezte magát tovább Hollósy Simonnál, majd 1896-ban és 1901-ben a nagybányai festőiskolában tanult. Később Párizsban folytatott tanulmányokat. Budapesten élt és dolgozott, műveit, melyek többnyire figurális alkotások és tájképek, Budapesten és vidéken állította ki. 1899-ben elnyerte a Harkányi-díjat A tavasz című képével. Egy művét őrzi a Magyar Nemzeti Galéria, hármat pedig a miskolci Herman Ottó Múzeum. Halálát szívizom-elfajulás okozta.
1913. augusztus 30-án Budapesten feleségül vette a nála 11 évvel fiatalabb Réthy Margit Gizellát, akitől 1919-ben elvált. 1919. július 6-án házasságot kötött a nála 29 évvel fiatalabb Reisz Máriával.